# Providence, Mauritius
Providence är en ort i Mauritius.   Den ligger i distriktet Moka, i den västra delen av landet, 15 km sydost om huvudstaden Port Louis. Providence ligger 395 meter över havet och antalet invånare är 3 126. Den ligger på ön Mauritius.
Terrängen runt Providence är platt åt sydväst, men åt nordost är den kuperad. Terrängen runt Providence sluttar österut. Runt Providence är det tätbefolkat, med 476 invånare per kvadratkilometer. Närmaste större samhälle är Port Louis, 15,0 km nordväst om Providence. I omgivningarna runt Providence växer i huvudsak städsegrön lövskog.